# The Wild, the Innocent and the E Street Shuffle
Albums de Bruce Springsteen
Greetings from Asbury Park, N.J.
(1973) Born to Run
(1975)
Singles
1. 4th of July, Asbury Park (Sandy)
Sortie : 1975
2. Rosalita (Come Out Tonight)
Sortie : 1979

The Wild, the Innocent and the E Street Shuffle est le deuxième album studio de Bruce Springsteen. Il est sorti en 5 novembre 1973 sur le label CBS Records (Columbia pour l'Amérique du Nord) et a été produit par Mike Appel (en) et Jim Cretecos.

## Historique
Comme l'album précédent sorti plus tôt dans l'année 1973, cet album fut enregistré dans les 914 Sound Studios à Blauvelt, New York. L'enregistrement se déroula entre les mois de mai et septembre 1973.
Il fallut attendre le succès de l'album suivant, Born to Run pour voir l'album entrer dans les charts du Billboard 200 aux États-Unis, il y attendra la 59e place le 18 octobre. Il sera certifié double disque de platine le 23 juillet 1999 pour plus de deux millions d'albums, vendus. En Europe, il fallut attendre jusqu'en 1985 pour que l'album fasse son entrée dans les charts, 33e place dans les charts britanniques et 34e place des charts suédois.

## Liste des pistes
La totalité des titres sont écrits et composés par Bruce Springsteen.
Face 1
| No | Titre                            | Durée |
| -- | -------------------------------- | ----- |
| 1. | The E Street Shuffle             | 4:31  |
| 2. | 4th of July, Asbury Park (Sandy) | 5:36  |
| 3. | Kitty's Back                     | 7:09  |
| 4. | Wild Billy's Circus Story        | 4:47  |

Face 2
| No | Titre                       | Durée |
| -- | --------------------------- | ----- |
| 5. | Incident on the 57th Street | 7:45  |
| 6. | Rosalita (Come Out Tonight) | 7:04  |
| 7. | New York City Serenade      | 9:55  |

## Musiciens
- Bruce Springsteen: chant, guitare, harmonica et mandoline
- Garry Tallent: basse, tuba,  chœurs
- Danny Federici: accordéon, piano (5), orgue (3), chœurs
- David Sancious: piano, orgue, piano électrique, clavinet, saxophone soprano, chœurs
- Clarence Clemons: saxophones, chœurs
- Vini Lopez (en) batterie, cornet (1), chœurs

Musiciens additionnels
- Richard Blackwell: congas, percussions
- Albany Tellone: saxophone baryton (1)

## Charts et certifications
Charts
| Pays                          | Durée du classement | Meilleur classement | Date            |
| ----------------------------- | ------------------- | ------------------- | --------------- |
| États-Unis (Billboard 200)    | 34 semaines         | 59e                 | 18 octobre 1975 |
| Royaume-Uni (UK Albums Chart) | 12 semaines         | 33e                 | 14 juillet 1985 |
| Suède (Sverigetopplistan)     | 1 semaine           | 34e                 | 28 juin 1985    |

Certifications
| Pays        | Certification | Ventes      | Date             |
| ----------- | ------------- | ----------- | ---------------- |
| Australie   | Or            | 35 000 +    | 25 novembre 2008 |
| États-Unis  | 2 × Platine   | 2 000 000 + | 23 juillet 1999  |
| Royaume-Uni | Argent        | 60 000 +    | 9 septembre 1985 |